# 薬師義美
薬師 義美（やくし よしみ、1936年 - ）は、日本の地理学者、ヒマラヤ研究家。第1回ゲスナー賞（銀賞）、第1回秩父宮記念山岳賞を受賞。

## 来歴
富山県生まれ、京都市出身。立命館大学文学部地理学科卒業、同大学院文学研究科修士課程修了。大谷高等学校教諭を経て研究者となる。日本のヒマラヤ研究の第一人者として知られ、チベット山岳関係の著書、翻訳書を数多く手掛けている。
著書『新版ヒマラヤ文献目録』（白水社、1994年）で、第1回ゲスナー賞（銀賞）、第1回秩父宮記念山岳賞を受賞。

## 編著書
- 『遥かなるヒマラヤ わがネパール踏査行』あかね書房, 1969
- 『神々の白い峰 グルジャ・ヒマール登頂記』あかね書房, 1972
- 『白き聖地・ヒマラヤ』山田圭一 写真, 講談社, 1982.3
- 『ヒマラヤ文献目録』編. 白水社, 1984.1
- 『雲の中のチベット トレッキングと探検史』著・撮影. 小学館, 1989.10
- 『大ヒマラヤ探検史 インド測量局とその密偵たち』白水社, 2006.9
- 『ヒマラヤ文献目録 新選』編著. Planning Roomリモ, 2011.10
- 『ヒマラヤは黒部から わが山旅の記』茗溪堂, 2017.12

### 共編
- 諏訪多栄蔵『ヒマラヤ山河誌』雁部貞夫共編. ナカニシヤ出版, 1994.4
- 『ヒマラヤ名峰事典』雁部貞夫共編, 藤田弘基 写真. 平凡社, 1996.11

### 翻訳
- フレッシュフィールド『カンチェンジュンガ一周』ヒマラヤ名著全集 あかね書房, 1968
- ハロルド・W.ティルマン『カラコルムからパミールへ』ヒマラヤ《人と辺境》 白水社, 1975
- J.D.フーカー『ヒマラヤ紀行』白水社, 1979.8
- 『マウンテン・ワールド 第8巻　1953』スイス山岳研究財団 編. 小学館, 1987.3
- 『マウンテン・ワールド 第15巻　1964/65』桑原正人共訳 スイス山岳研究財団 編. 小学館, 1988.1
- ブランシュ・クリスティーヌ・オルシャーク, アンドレアス・グルシュケ, アウグスト・ガンサー, エミール・M. ビューラー編著『ヒマラヤ 自然・神秘・人間』監訳・校閲. 日本テレビ放送網, 1989.3
- I.デシデリ [著], F.デ・フィリッピ 編『チベットの報告』全2巻 平凡社,東洋文庫 1991-92.1
- ニコラス B.クリンチ『ヒドンピーク初登頂 カラコルムの秘峰8068メートル』吉永定雄共訳. ナカニシヤ出版, 1998.4